# Sneeuweifel

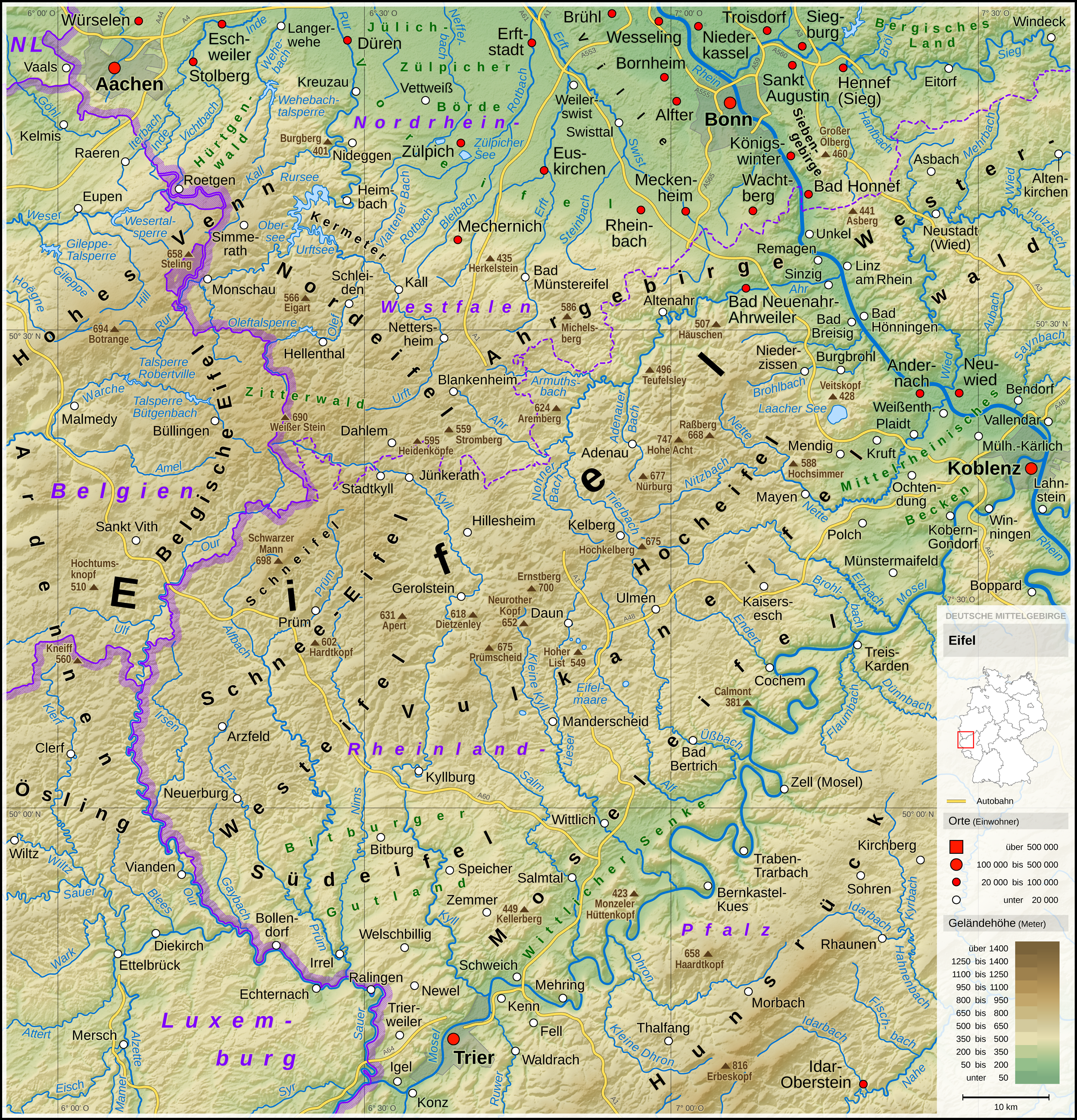
Overzichtskaart van de Eifel. Als Schnee-Eifel wordt het gebied van Stadtkyll tot Prüm beschouwd.

De Sneeuweifel (Duits: Schnee-Eifel) is een onderdeel van het westelijke Eifelgebergte in de Duitse deelstaat Rijnland-Palts aan de grens met België.
De sterk beboste Sneeuweifel omvat het zuidelijke deel van het Natuurpark Hoge Venen-Eifel. In het noorden vormt de Kyll de grens met het Zitterwald nabij Hallschlag en Kronenburg. In het zuiden grenst het gebied aan de Südeifel rond Eifelkreis Bitburg-Prüm. 
Dikwijls worden de begrippen "Schneifel" en "Schnee-Eifel" als onderling inwisselbaar beschouwd. Toch stemmen beide gebieden niet overeen. De Schneifel is een onbewoonde centrale heuvelrug in de Sneeuweifel. Het Sneeuweifelgebied omvat daarnaast tevens het zuidelijke brongebied van de Kyll en zijn bovenloop, evenals het meer zuidoostelijk van de centrale heuvelrug gelegen gebied van het Prümer Wald.
Wegens de afgelegen ligging is de Sneeuweifel een oerlandschap, waar nog steeds zeldzame planten en dieren voorkomen, waaronder de Europese wilde kat, en sinds enkele jaren de lynx.